# 스도 다카후미
스도 다카후미(일본어: 須藤 貴郁, 1991년 11월 21일~)는 일본의 축구 선수이다.

## 구단 경력
그는 2014년 일본 풋볼 리그의 반라우레 하치노헤에 입단했다. 2018년 일본 풋볼 리그 3위를 기록하여 J3리그로 승격했다. 2020년까지 173경기에 출전하여, 10득점을 넣었다. 2020년후 현역 은퇴.